# Gruppo del Peuterey
Il Gruppo del Peuterey (pron. fr. AFI: [pøtəʁɛ]; in francese, Groupe du Peuterey ; detto anche Cresta di Peuterey - Crête du Peuterey o Aiguilles du Peuterey) è un insieme di cime situate nella parte meridionale italiana del Massiccio del Monte Bianco. È considerato da molti alpinisti il più bello, ma è anche uno dei settori più pericolosi dell'intera catena del Monte Bianco.

## Delimitazioni
Ruotando in senso orario il gruppo è limitato da: Colle del Peuterey (3.934 m), Ghiacciaio della Brenva, Val Veny, Ghiacciaio del Freney, Colle del Peuterey.

## Classificazione

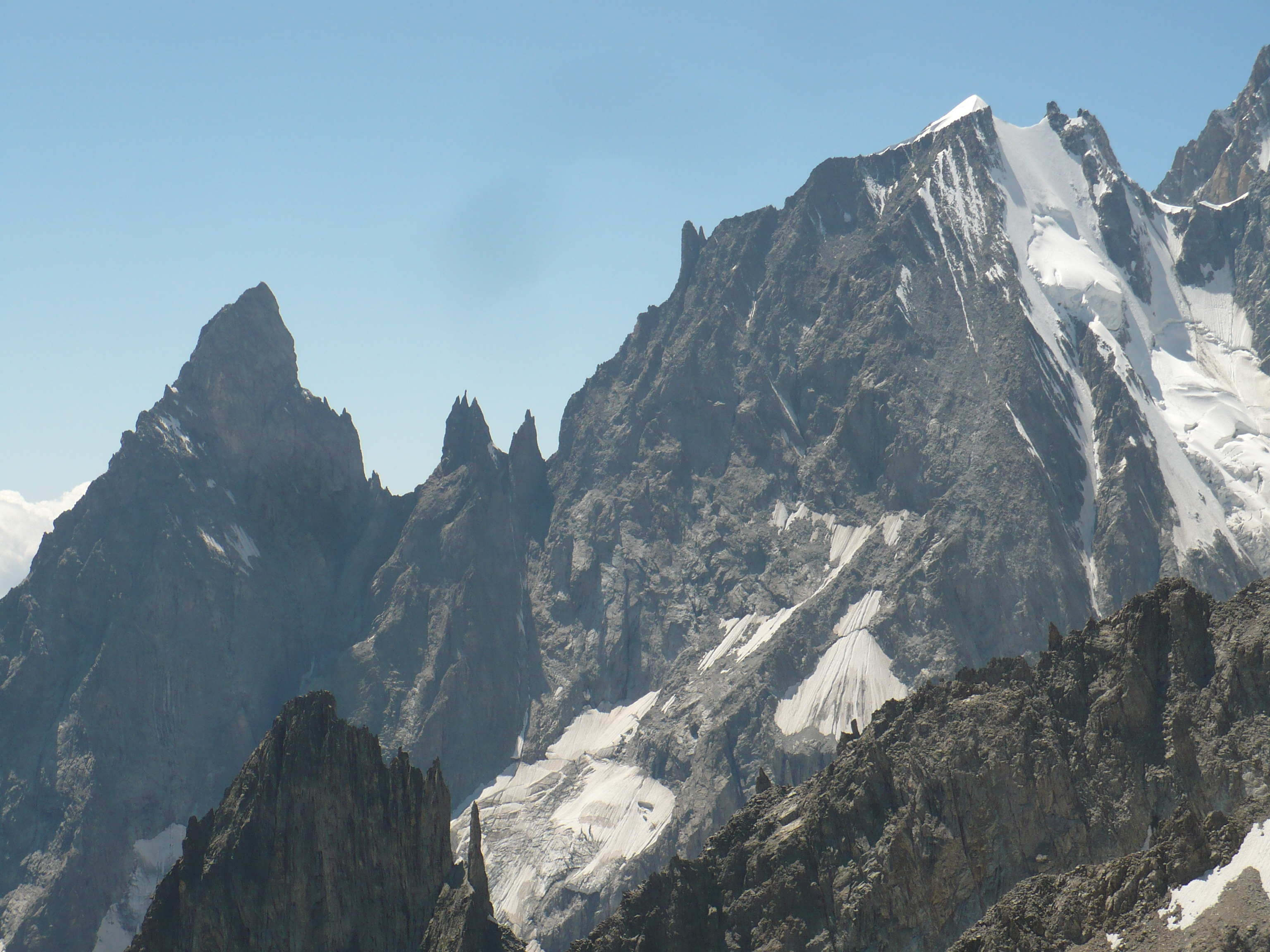
Visione dal Rifugio Torino: l'Aiguille Noire de Peuterey (a sinistra), Les Dames Anglaises (al centro-sinistra e più basse) e l'Aiguille Blanche de Peuterey (a destra).

Secondo la SOIUSA il Gruppo del Peuterey è un settore di sottogruppo ed ha la seguente classificazione:
- Grande parte = Alpi Occidentali
- Grande settore = Alpi Nord-occidentali
- Sezione = Alpi Graie
- Sottosezione = Alpi del Monte Bianco
- Supergruppo = Massiccio del Monte Bianco
- Gruppo = Gruppo del Monte Bianco
- sottogruppo = Contrafforti italiani del Monte Bianco
- settore di sottogruppo = Gruppo del Peuterey
- Codice = I/B-7.V-B.2.c/d

## Cime principali

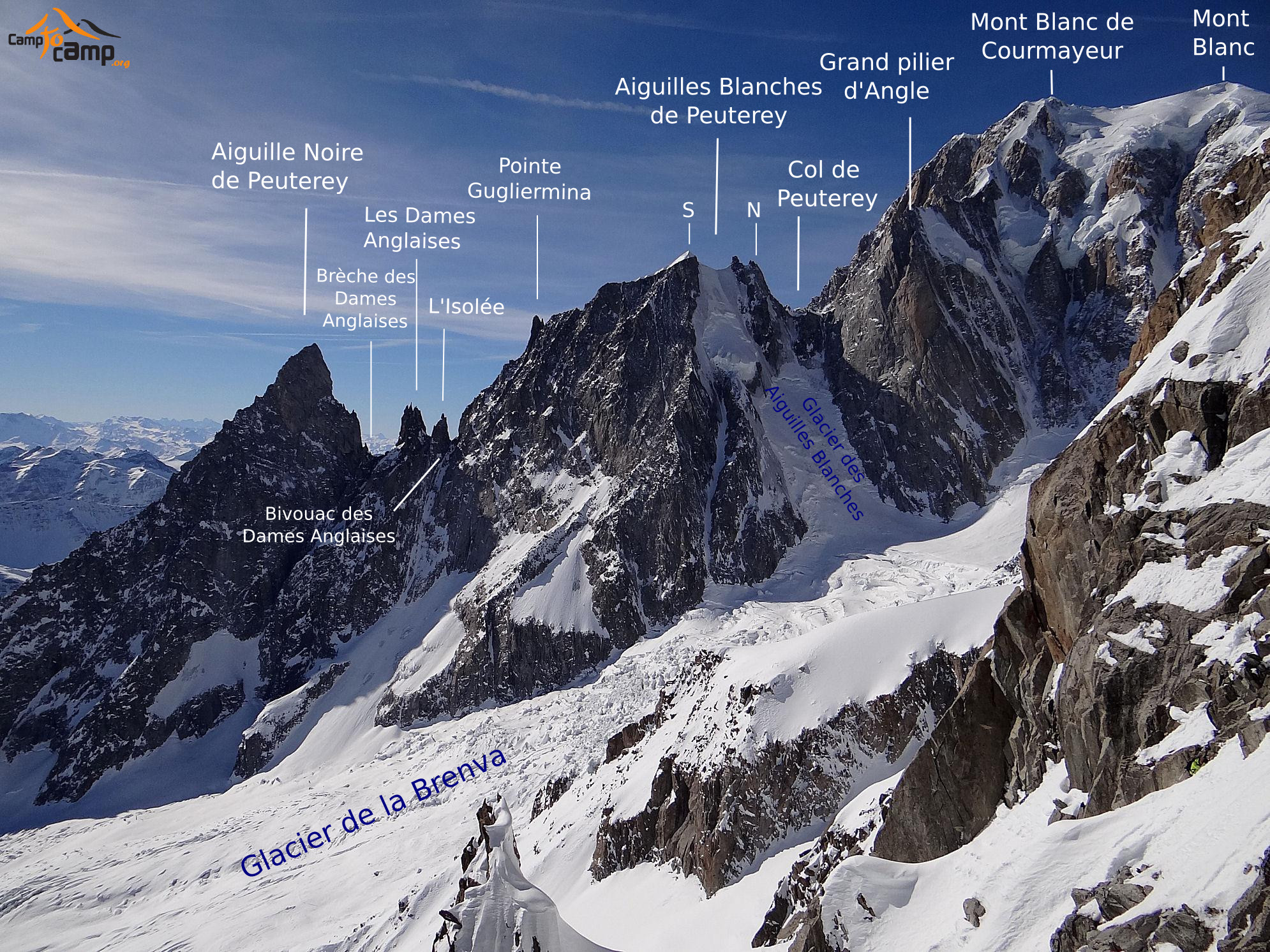
La cresta di Peuterey con l'indicazione delle vette principali.

In questa cresta si trovano dei picchi molto belli e molto apprezzati dagli alpinisti: 
- l'Aiguille Blanche de Peuterey, 4108 m;
- il Picco Gugliermina, 3893 m;
- Les Dames Anglaises, 3601 m;
- l'Aiguille Noire de Peuterey, 3773 m;
- il Mont Noir, 2928 m;
- il Mont Rouge, 2941 m.

## Rifugi
- Rifugio Monzino - 2.590 m

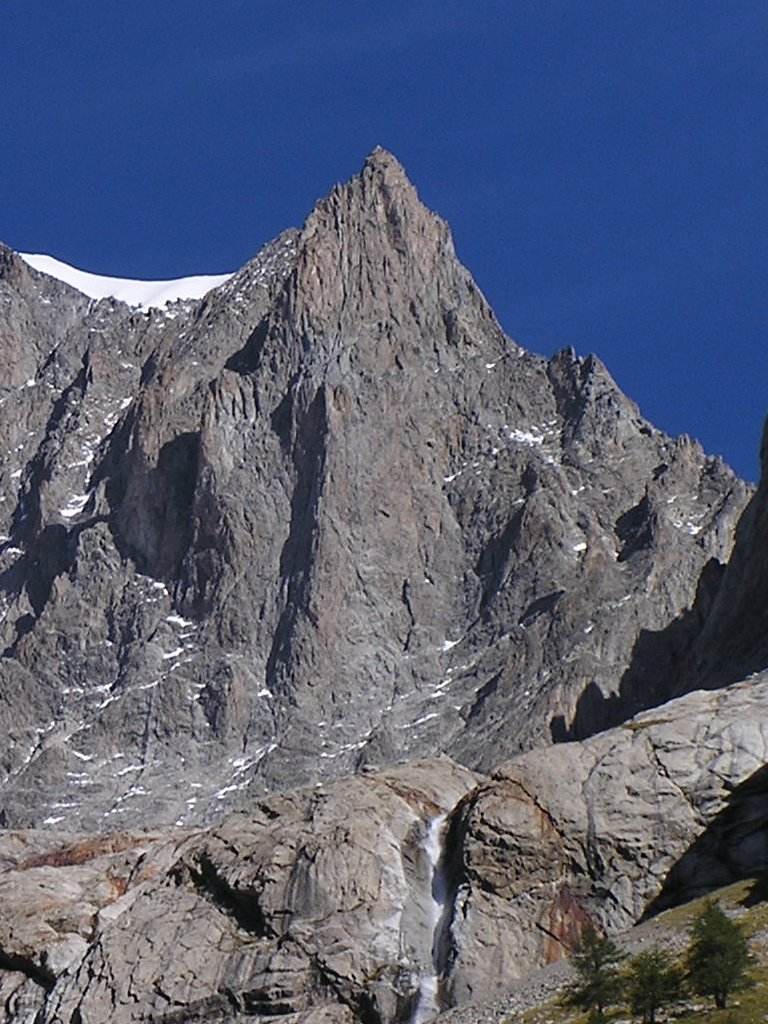
Picco Gugliermina

- Bivacco Lorenzo Borelli - Carlo Pivano - 2.325 m
- Bivacco Giuseppe Lampugnani - 3.860 m
- Bivacco Corrado Alberico - Luigi Borgna - 3.674 m
- Bivacco Piero Craveri - 3.490 m.

## Alpinismo
Uno dei percorsi alpinistici più lunghi e più impegnativi della catena alpina è la Cresta integrale di Peuterey che partendo dalla Val Veny conduce alla vetta del Monte Bianco. Consiste nel salire in successione: l'Aiguille Noire de Peuterey, Les Dames Anglaises, il Picco Gugliermina, l'Aiguille Blanche de Peuterey, il Grand Pilier d'Angle, il Monte Bianco di Courmayeur e, infine, il Monte Bianco.